# Калинковское сельское поселение
Калинковское сельское поселение — муниципальное образование в Судиславском районе Костромской области.
Административный центр — деревня Калинки.

## История
Поселение находится на территории бывшего Чижова стана. Здесь проходил Галичский тракт из Костромы в Галич, а также ответвлявшийся от него в Судиславле Старо-Вятский тракт, который шёл из центральных областей России в Вятку, а затем в Сибирь.

## Населённые пункты
В состав сельского поселения входят 13 населённых пунктов:
- деревня Калинки
- деревня Бедрино
- деревня Большие Жары
- деревня Буртасово
- деревня Воробьево
- деревня Кондратово
- деревня Кузяево
- деревня Куломзино
- деревня Литвиново
- деревня Малые Жары
- деревня Романово
- деревня Семеновское
- деревня Следово

## Бывшие населённые пункты
Кроме того, на территории поселения ранее располагались следующие населённые пункты:
- деревня Евково
- усадьба Горская
- усадьба помещика Готовцева
- деревня Бахурино
- деревня Кучино
- деревня Лубенино
- село Зажарье
- деревня Сногишево
- деревня Дровинки
- деревня Леоново

## Экономика и социальная сфера
Основными производственными объектами на территории поселения являются: пилорама ИП Жуколина В. А., деревообрабатывающее предприятие «Кострома-Паллет», ФХ «Глория» ИП Бугрова Л. В., свиноводческое хозяйство в деревне Следово.
Социальная инфраструктура представлена общеобразовательной школой, межшкольным биоэкологическим центром «Следово», отделением связи, фельдшерским пунктом, клубом и библиотекой.

## Достопримечательности
- Успенская церковь в деревне Романово (1800 года)
- Усадьба в деревне Следово (1730 года)